# Karl Werner Steim
Karl Werner Steim (geboren 1947 in Horb am Neckar) ist ein deutscher Journalist und Heimatforscher.

## Leben
Karl Werner Steim absolvierte eine Ausbildung für den gehobenen Archivdienst wurde dann aber Zeitungsredakteur. Er war unter anderem in Horb am Neckar, Hechingen und Sigmaringen tätig, sowie als Pressereferent des Regierungspräsidiums Tübingen. Er war dann 20 Jahre Redaktionsleiter der Schwäbischen Zeitung in Riedlingen. Nebenher war er Verfasser und Herausgeber  zahlreicher regionalgeschichtlicher Heimatbücher und Bildbände.
Steim erhielt 1999 den Landespreis für Heimatforschung und 2004 den Paul-Beck-Preis der Gesellschaft Oberschwaben für Geschichte und Kultur.

## Schriften
- Die Zisterzienserinnen von Heiligkreuztal. Bad Buchau : Federsee-Verlag, 2021
- Neufra an der Donau. Biberach : Biberacher Verlagsdruckerei GmbH & Co. KG, 2018–2020
- (Hrsg.): Emerfeld. Bad Buchau : Federsee-Verlag, 2015
- Dürrenwaldstetten. Bad Buchau : Federsee-Verlag, 2014
- Andelfingen. Langenenslingen : Gemeinde, 2010
- (Bearb.): Chronik des Augustinerchorfrauenstifts Inzigkofen 1354/152 – 1813 (2 Bände, hrsg. von Edwin Ernst Weber). Konstanz/Eggingen: Edition Isele 2009
- Langenenslingen. Bad Buchau : Federsee-Verlag, 2008
- 750 Jahre Alberweiler. Schemmerhofen : Gemeinde Schemmerhofen, 2000
- Revolution von 1848/49 im Oberamt Riedlingen. Bad Buchau : Federsee-Verlag, 1998
- Haigerloch in preussischer Zeit. Haigerloch : Stadt Haigerloch, 1994
- Waldhausen. Altheim : Gemeinde Altheim, 1994
- Heiligkreuztal. Altheim : Gemeinde Altheim, 1992
- 1200 Jahre Möhringen am Bussen. Möhringen : Ortsverwaltung Möhringen, 1990
- Die Synagoge in Haigerloch. Haigerloch : Stadt Haigerloch, 1988
- Fastnacht in Haigerloch und den Stadtteilen Bad Imnau, Bittelbronn, Gruol, Hart, Owingen, Stetten, Trillfingen, Weildorf. Hechingen : Glückler, 1987
- Eckart Hannmann; Karl Werner Steim: Christian Großbayer (1718–1782) ; ein hohenzollerischer Baumeister des Spätbarock. Sigmaringen : Thorbecke, 1982
- Hohenzollerische Münzen. Tübingen : K. W. Steim